# Parentia lamellata
Parentia lamellata är en tvåvingeart som beskrevs av Daniel J. Bickel 2002. Parentia lamellata ingår i släktet Parentia och familjen styltflugor.
Artens utbredningsområde är Nya Kaledonien. Inga underarter finns listade i Catalogue of Life.